# Château de Cramesnil
Le château de Cramesnil est un édifice des XVIe et XVIIe siècles situé à Saint-Aignan-de-Cramesnil, en France.

## Localisation
Le monument est situé dans le département français du Calvados, à 700 m à l'ouest  de l'église Saint-Aignan de Saint-Aignan-de-Cramesnil.

## Architecture
La tour carrée et les bâtiments contigüs à l'ancien château sont inscrits au titre des monuments historiques depuis le 7 novembre 1932.